# Salvata per telegrafo
Saved by Telephone è un cortometraggio muto del 1912 diretto da George Melford. Prodotto dalla Kalem Company, il film era interpretato da Carlyle Blackwell e da Alice Joyce.

## Trama
Preso dagli affari, Lawson si attarda in ufficio. Accorgendosi che ormai le banche sono chiuse e che non può più depositare una grossa somma, decide di portare il denaro con sé, per metterlo al sicuro nella cassaforte di casa. Incrocia per caso Blinky Morgan, un vagabondo che gli chiede l'elemosina. Quando l'uomo d'affari gli dà una moneta, Blinky si accorge del grosso rotolo di denaro che Lawson ha addosso. Progetta quindi di fare un colpo e telefona a un complice, Shiner Kelley, che dovrà aiutarlo nella rapina. Lawson, quella notte, deve tornare in ufficio: i due vagabondi si introducono nella casa e cercano di farsi aprire la cassaforte dalla signora Lawson, rimasta sola in casa. La donna cerca aiuto telefonando al marito, ma i due le prendono l'apparecchio, sbattendolo a terra. Morgan cerca di forzare la cassaforte, mentre Kelly tiene a bada la signora. Lawson, in ufficio, telefona a casa, ma il centralino lo avvisa che il numero non risponde e che il ricevitore è caduto. L'uomo, allora, riesce a sentire la voce della moglie che chiede aiuto: avvisa subito la polizia che, messa in allarme, parte immediatamente alla volta della casa dei Lawson. I due ladri vengono catturati. La signora Lawson, passata la paura, chiede al marito come ha fatto a capire quello che stava succedendo: lui prende il telefono che era ancora a terra e rimette la cornetta al suo posto.

## Produzione
Il film, prodotto dalla Kalem Company, venne girato a Glendale, in California.

## Distribuzione
Il film - un cortometraggio di 200 metri - fu distribuito dalla General Film Company, che lo fece uscire nelle sale USA il 12 luglio 1912. Nelle proiezioni, veniva programmato con il sistema dello split reel, accorpato in un'unica bobina con un altro cortometraggio prodotto dalla Kalem, il documentario A Pet of the Cairo Zoo.
Una copia del film è reperibile al National Film and Television Archive di Londra.